# Ugaritiska

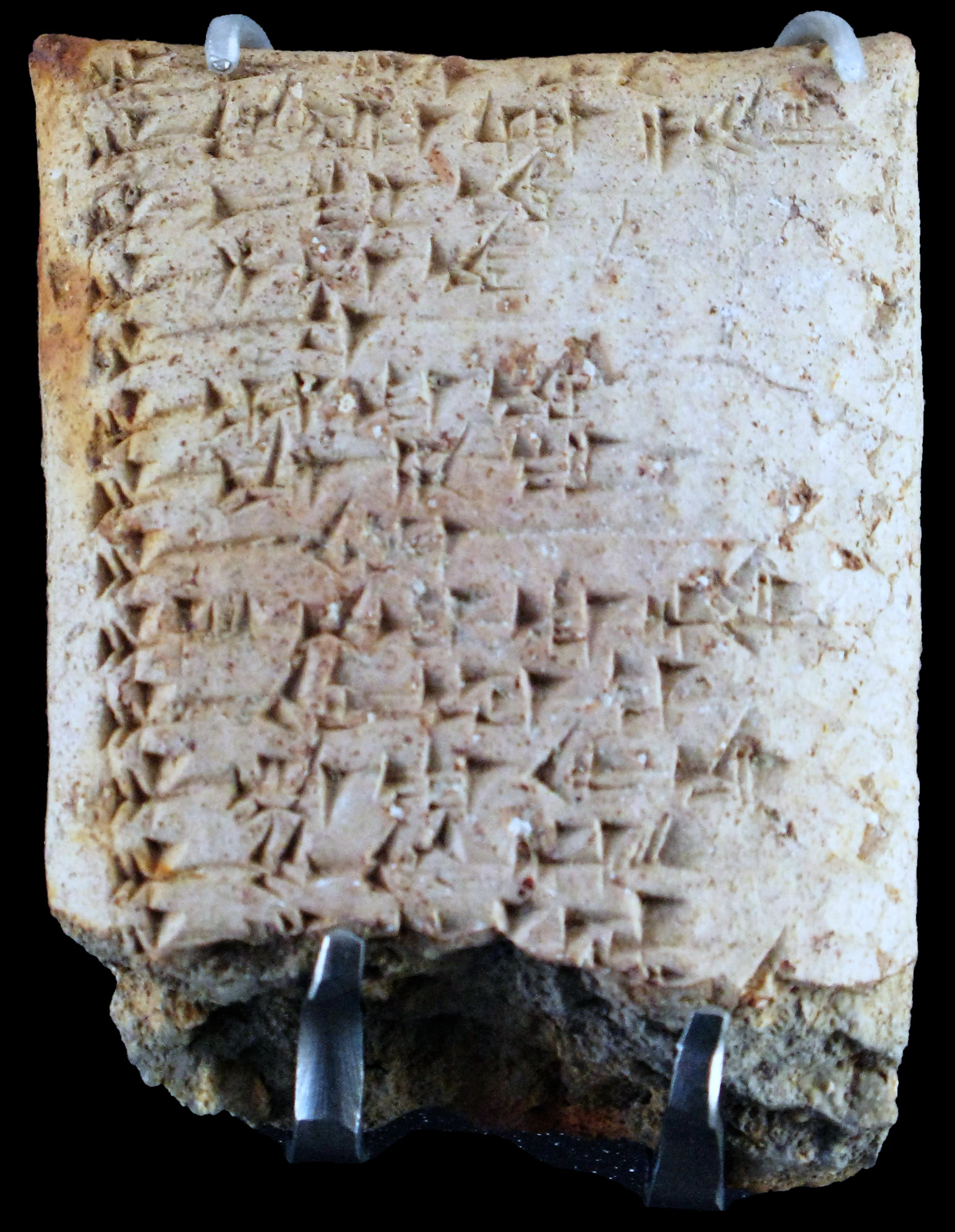
Gudomlig lista på Ugaritiska.

Ugaritiska är ett utdött språk som talades i staden Ugarit i nuvarande Syrien. Språket upptäcktes av franska arkeologer 1928. Språket talades i regionen mellan 1300-talet och 1100-talet f.Kr.  
Bland de litterära texter som upptäcktes vid Ugarit finns Legenden om Keret, den episka dikten Aqhat (eller Legenden om Daniel), Myten om Baal-Aliyan och Baals död, som alla berättar om en kananeisk religion. 